# Conanicut Island
Conanicut Island ist die zweitgrößte Insel in der Narragansett Bay im Bundesstaat Rhode Island. Die Newport Bridge verbindet die Insel im Osten mit Aquidneck Island und Newport. Außerdem bildet die Jamestown-Verrazano Bridge die Verbindung mit North Kingstown und dem Festland. Auf der Insel liegt der Ort Jamestown. Das United States Census Bureau dokumentiert eine Landfläche von 24,46 km² und 5.622 Einwohner nach dem Zensus von 2000.
Die Insel wurde nach Häuptling Canonicus der Narraganset benannt, die die Insel bewohnten.